# Mimosa longicoma
Mimosa longicoma är en ärtväxtart som beskrevs av Nathaniel Lord Britton och Joseph Nelson Rose. Mimosa longicoma ingår i släktet mimosor, och familjen ärtväxter. Inga underarter finns listade i Catalogue of Life.